# Dialecte arameu de Palmira
El palmirenc o arameu de Palmira va ser un dialecte de l'arameu occidental, amb influències de l'àrab, parlat a la ciutat de Palmira, Síria, fins a finals del segle iii després de Crist. El desenvolupament de subsegüents variants de l'arameu va donar pas a la creació de l'alfabet de Palmira.
Fins a l'any 274 dC, els habitants de la ciutat parlaven el palmirenc i utilitzaven la gramàtica de l'alfabet de Palmira per escriure. L'ús del llatí era minoritari i excepcional, i el grec només es feia servir, aparentment, per qüestions diplomàtiques i afers comercials importants; després de la conquesta per part dels àrabs, de Palmira, el grec va ser reemplaçat per l'àrab, del que va evolucionar un nou dialecte de Palmira.
Altres dialectes d'arameu occidental inclouen el nabateu i el judeo-arameu. Es segueixen parlant variants de l'arameu occidental en pobles de Síria com Ma'loula, Bakh`un i Jubb`adin.